# Le Retournement du gant

Le Retournement du gant est une série d'entretiens que Frédérick Tristan a accordés au critique Jean-Luc Moreau durant lesquels le Prix Goncourt 1983 s'explique sur son œuvre. 
Lors de ces entretiens, réalisés en 1989 et 1999, l'écrivain définit ce qui deviendra sous la plume de J.-L. Moreau le mouvement Nouvelle fiction.

## Publication
Les premiers entretiens de 1989 ont été publiés aux éditions de La Table Ronde en 1990 . Les deux series d'entretiens ont été publiés en 2000 chez Fayard, sous le titre Le Retournement du gant I et II .